# Phytoseius hawaiiensis
Phytoseius hawaiiensis är en spindeldjursart som beskrevs av N. Prasad 1968. Phytoseius hawaiiensis ingår i släktet Phytoseius och familjen Phytoseiidae. Inga underarter finns listade i Catalogue of Life.